# 西蒙尼·科拉扎
西蒙尼·科拉扎（義大利語：Simone Corazza；1991年3月21日—）是一位意大利足球運動員。在場上的位置是前鋒。他現在效力於意大利足球甲級聯賽球隊桑普多利亞足球俱樂部。